# 野球大韓民国代表
野球大韓民国代表（やきゅうだいかんみんこくだいひょう）は、韓国における野球のナショナルチームである。

## 概説
1998年、国際大会のプロ解禁後初となるバンコクアジア大会ではオールプロで編成し、金メダルを獲得する。
2000年のシドニーオリンピックでも一人を除くオールプロで出場。3位決定戦で日本に勝利し、五輪初のメダルとなる銅メダルを獲得した。
アテネオリンピック最終予選を兼ねた2003年アジア選手権では、台湾・日本に敗れ五輪切符を逃した。
2006年の第1回WBCにはメジャーリーガー5人を招集し、日本との2度の直接対決を含め2次ラウンドまで全勝するも準決勝では3度目の対決となった日本に敗れ、ベスト4止まりだった。なお野球大韓民国代表は、当大会および第2回WBCで日本に勝利した時、マウンドに大韓民国の国旗を立てた。
2007年の北京オリンピックアジア予選を兼ねたアジア選手権では日本に敗れて予選で敗れ、敗者復活戦となる世界最終予選に回った。世界最終予選では、6勝1敗でカナダに次ぐ2位でオリンピック本戦出場を決めた。
2008年の北京オリンピックでは、1次リーグから無敗のまま決勝トーナメントまで勝ち抜いた。決勝戦では強豪のキューバに3-2で勝利し、全勝負け無しで金メダルを獲得した。
2009年の第2回WBCでは、秋信守と林昌勇の2人以外は韓国リーグに所属（朴賛浩、李承燁らは選出されず）している選手であり、若手主体のメンバー、さらに高いモチベーションの源とされた兵役免除の廃止という厳しい状況で下馬評は低かったが、それを覆して決勝に進出した。決勝の日本戦でも9回裏2死から同点に追いつくなど驚異的な粘りを見せたが、準優勝に終わった。
2013年の第3回WBCでは、メジャーリーガーは選出されず李大浩（オリックス・バファローズ）以外は韓国リーグの選手で構成された。1次ラウンドではオランダに敗れ、その後の2試合には勝利したものの得失点差により1次ラウンドで敗退した。
代表は大学生・社会人野球の選手が主に出場してきたアジア大会においても、優勝すれば兵役免除の恩典が得られるため1998年バンコク大会以来、一流プロ選手を主体とした韓国代表が出場してきた。以降は2022年杭州大会まで7大会中6回優勝し（2006年ドーハ大会を除く）、その時点で兵役に就いていなかった代表選手には、免除の恩典も与えられている。
2015年に始まった野球の国際大会である第1回WBSCプレミア12では優勝を決め、初代王者となった。
2016年10月から11月にかけて第1回WBSC U-23ワールドカップにも出場したが、3位に終わった。
2017年3月の第4回WBCでは1次ラウンドでイスラエル、オランダに敗れ、前回のWBC同様1次ラウンドで敗退となった。
2018年のアジア競技大会では1敗はしたが、優勝して3連覇を達成した。
2019年に2020年オリンピック野球の予選も兼ねていた第2回WBSCプレミア12では準優勝、そしてオリンピック野球の出場権も得た。
2021年開催の東京オリンピック本戦では準決勝で日本、ついでアメリカ合衆国代表に、3位決定戦でもドミニカ共和国に敗れて4位に終わり、メダルを獲得することが出来ずに終わった。
2023年3月には第5回WBCに参加。初の韓国国籍を所持しない韓国系選手であるトミー・エドマンを代表入りさせるなど準備を行ったが、オーストラリア、日本に連敗。試合結果によっては準々決勝進出の可能性もあったデーゲームのオーストラリア対チェコ戦では、オーストラリアがチェコに勝利したため、1次ラウンド敗退が決まった。しかし、ナイターの中国戦にてWBC史上最多のチーム得点となる22-2のスコアでコールド勝ちし、次大会の予選は免除となった。

## 大会戦績

### オリンピック
- 1992年 - アジアオセアニア予選敗退
- 1996年 - 8位
- 2000年 - 3位
- 2004年 - アジアオセアニア予選敗退
- 2008年 - 優勝
- 2021年 - 4位

### ワールド・ベースボール・クラシック
- 2006年 - ベスト4
- 2009年 - 準優勝
- 2013年 - 第1ラウンド敗退
- 2017年 - 第1ラウンド敗退
- 2023年 - 第1ラウンド敗退
- 2026年 - 出場権獲得

### WBSCプレミア12
- 2015年 - 優勝
- 2019年 - 準優勝
- 2024年 - オープニングラウンド敗退

### IBAFワールドカップ
- 1978年 - 3位
- 1980年 - 準優勝
- 1982年 - 優勝
- 1986年 - 準優勝
- 1990年 - 3位
- 1994年 - 準優勝
- 1998年 - 準優勝
- 2005年 - 準優勝

### IBAFインターコンチネンタルカップ
- 1977年 - 優勝
- 2002年 - 準優勝

### アジア大会
- 1994年 - 準優勝
- 1998年 - 優勝
- 2002年 - 優勝
- 2006年 - 3位
- 2010年 - 優勝
- 2014年 - 優勝
- 2018年 - 優勝
- 2022年 - 優勝

## 歴代監督（2000年以降の主要大会のみ）
- 金応龍 （キム・ウンヨン、2000 シドニーオリンピック）
- 金寅植 （キム・インシク、2002 釜山アジア競技大会、2006 WBC、2009 WBC、2015 WBSCプレミア12、2017 WBC）
- 金在博 （キム・ジェバク、2003 アジア野球選手権大会、2006 ドーハアジア競技大会）
- 金卿文 （キム・ギョンムン、2008 北京オリンピック、2019 WBSCプレミア12、2020 東京オリンピック）
- 曺凡鉉 （チョ・ボンヒョン、2010 広州アジア競技大会）
- 柳仲逸 （リュ・ジュンイル、2013 WBC、2014 仁川アジア競技大会、2022 杭州アジア競技大会、2023 APBC、2024 WBSCプレミア12）
- 宣銅烈 （ソン・ドンヨル、2018 ジャカルタ・パレンバンアジア競技大会、2017 APBC）
- 李強喆 （イ・ガンチョル、2023 WBC）
- 柳志炫 （ユ・ジヒョン、2026 WBC）

## 主な代表選手

### オリンピック
- 2000年シドニーオリンピックの野球競技・韓国代表
- 2008年北京オリンピックの野球競技・韓国代表
- 2020年東京オリンピックの野球競技・韓国代表

### ワールド・ベースボール・クラシック
- 2006 ワールド・ベースボール・クラシック韓国代表
- 2009 ワールド・ベースボール・クラシック韓国代表
- 2013 ワールド・ベースボール・クラシック韓国代表
- 2017 ワールド・ベースボール・クラシック韓国代表
- 2023 ワールド・ベースボール・クラシック韓国代表

### WBSCプレミア12
- 2015 WBSCプレミア12 韓国代表
- 2019 WBSCプレミア12 韓国代表
- 2024 WBSCプレミア12 韓国代表

### アジアプロ野球チャンピオンシップ
- 2017 アジア プロ野球チャンピオンシップ 韓国代表
- 2023 アジア プロ野球チャンピオンシップ 韓国代表